# Batales
Batales is een botanische naam, voor een orde van bloeiende plantenplantenrijk: de naam is gevormd uit de familienaam Bataceae. Een orde onder deze naam wordt zo af en toe erkend door systemen van plantentaxonomie, maar niet door het APG-systeem (1998) en het APG II-systeem (2003).
De naam werd in het Cronquist-systeem (1981) gebruikt voor een orde, in de onderklasse Dilleniidae, met de volgende samenstelling:
- orde Batales
  - familie Bataceae
  - familie Gyrostemonaceae

In het Wettstein-systeem (1935), waar de orde werd ingedeeld in de onderklasse Choripetalae, had ze de volgende samenstelling:
- orde Batidales [sic, nu Batales ]
  - familie Batidaceae [sic, nu Bataceae ]

In APG II worden deze planten ingedeeld in de orde Brassicales.